# Liste des joueurs du Beringen FC
Cette liste reprend les 423 joueurs de football qui ont évolué au Beringen FC depuis la fondation du club.
- Haut – A
- B
- C
- D
- E
- F
- G
- H
- I
- J
- K
- L
- M
- N
- O
- P
- Q
- R
- S
- T
- U
- V
- W
- X
- Y
- Z

## A
| Joueur                 | Nationalité | Position  | Date de naissance | Période(s) | Matches (dont D1) | Buts | Jaunes | Rouges |
| ---------------------- | ----------- | --------- | ----------------- | ---------- | ----------------- | ---- | ------ | ------ |
| Filip Achten           | Belgique    | ?         | 23/06/1981        | 2001-2002  | 16 (0)            | 0    | 0      | 0      |
| Michel Angelo Agricola | Belgique    | ?         | ?                 | 1968-1969  | 1 (1)             | 0    | 0      | 0      |
| Mehmet Akyil           | Pays-Bas    | ?         | 15/08/1984        | 2001-2002  | 2 (0)             | 0    | 0      | 0      |
| Louis Alentyns         | Belgique    | ?         | ?                 | 1950-1951  | 12 (12)           | 0    | 0      | 0      |
| Klaus Amrath           | Allemagne   | Attaquant | 25/01/1954        | 1979-1980  | 20 (20)           | 7    | 0      | 0      |
| Lambert Arien          | Belgique    | ?         | 26/07/1924        | 1950-1960  | 0 (0)             | 0    | 0      | 0      |
| Victor Arien           | Belgique    | ?         | ?                 | 1955-1961  | 7 (7)             | 2    | 0      | 0      |
| Zijad Arslanagić       | Yougoslavie | Attaquant | 18/12/1938        | 1967-1968  | 22 (22)           | 8    | 0      | 0      |
| Kris Aubroeck          | Belgique    | ?         | 10/07/1968        | 1983-1984  | 0 (0)             | 0    | 0      | 0      |
| Ayhan Ayaz             | Belgique    | ?         | 11/11/1974        | 1994-1997  | 0 (0)             | 0    | 0      | 0      |
| Joachim Azevedo        | Belgique    | ?         | 1/09/1963         | 1986-1987  | 15 (0)            | 2    | 0      | 0      |

## B
| Joueur              | Nationalité | Position          | Date de naissance | Période(s) | Matches (dont D1) | Buts | Jaunes | Rouges |
| ------------------- | ----------- | ----------------- | ----------------- | ---------- | ----------------- | ---- | ------ | ------ |
| Branko Babic        | Yougoslavie | ?                 | 11/09/1950        | 1975-1976  | 5 (5)             | 0    | 0      | 0      |
| Raimundo Baiamonte  | Italie      | ?                 | 4/12/1949         | 1973-1974  | 0 (0)             | 0    | 0      | 0      |
| Mohammed Barka      | Belgique    | Milieu de terrain | 10/05/1971        | 1989-1994  | 106 (0)           | 21   | 8      | 0      |
| Philippe Bas        | Belgique    | ?                 | 1/12/1971         | 1989-1991  | 0 (0)             | 0    | 0      | 0      |
| Ertal Bayramoglu    | Belgique    | ?                 | 2/10/1981         | 2001-2002  | 17 (0)            | 1    | 1      | 0      |
| Beytullah Baytemur  | Belgique    | ?                 | 8/04/1983         | 2001-2002  | 9 (0)             | 0    | 1      | 0      |
| David Beckers       | Belgique    | ?                 | 3/01/1980         | 2000-2001  | 22 (0)            | 3    | 1      | 0      |
| Albert Beerten      | Belgique    | Attaquant         | ?                 | 1956-1960  | 0 (0)             | 0    | 0      | 0      |
| Yves Belien         | Belgique    | ?                 | 12/10/1968        | 1986-1987  | 0 (0)             | 0    | 0      | 0      |
| Michel Bensch       | Belgique    | Milieu de terrain | 23/01/1925        | 1945-1956  | 0 (0)             | 0    | 0      | 0      |
| Kris Bergmans       | Belgique    | ?                 | 28/03/1975        | 1993-1995  | 5 (0)             | 0    | 0      | 0      |
| Eddy Berrevoets     | Belgique    | ?                 | 6/07/1957         | 1977-1984  | 33 (33)           | 1    | 2      | 0      |
| Geert Berrevoets    | Belgique    | ?                 | 28/05/1971        | 1987-1989  | 2 (0)             | 0    | 0      | 0      |
| Michael Berten      | Belgique    | ?                 | 3/01/1969         | 1985-1987  | 1 (0)             | 0    | 0      | 0      |
| Martin Bervoets     | Belgique    | ?                 | ?                 | 1970-1971  | 0 (0)             | 0    | 0      | 0      |
| José Bex            | Belgique    | ?                 | 5/07/1947         | 1971-1976  | 21 (21)           | 14   | 0      | 0      |
| Joël Bielen         | Belgique    | ?                 | 28/07/1967        | 1989-1995  | 144 (0)           | 22   | 11     | 0      |
| Peter Bielen        | Belgique    | ?                 | 4/08/1966         | 1987-1993  | 66 (0)            | 15   | 0      | 0      |
| Ruben Bielen        | Belgique    | ?                 | 28/08/1979        | 2000-2002  | 15 (0)            | 0    | 0      | 0      |
| Frans Bierten       | Belgique    | ?                 | ?                 | 1958-1963  | 0 (0)             | 0    | 0      | 0      |
| Jan Bierten         | Belgique    | ?                 | ?                 | 1958-1961  | 0 (0)             | 0    | 0      | 0      |
| Marc Billen         | Belgique    | ?                 | 27/03/1957        | 1988-1989  | 0 (0)             | 0    | 0      | 0      |
| Marino Blancke      | Belgique    | Milieu de terrain | 14/09/1970        | 2001-2002  | 23 (0)            | 0    | 2      | 0      |
| Theo Bloemen        | Belgique    | ?                 | 22/10/1965        | 1986-1987  | 23 (0)            | 0    | 3      | 0      |
| Rudi Boes           | Belgique    | ?                 | 26/02/1967        | 2001-2002  | 6 (0)             | 0    | 1      | 0      |
| Marnik Bogaerts     | Belgique    | ?                 | 15/04/1967        | 1984-1988  | 74 (0)            | 14   | 2      | 0      |
| Jaak Bollen         | Pays-Bas    | Gardien de but    | 24/07/1957        | 1979-1980  | 3 (3)             | 0    | 0      | 0      |
| Stefan Bollen       | Belgique    | Gardien de but    | 3/04/1968         | 1997-1998  | 29 (0)            | 0    | 0      | 0      |
| Diminique Bolonese  | Belgique    | ?                 | 12/07/1971        | 1990-1991  | 0 (0)             | 0    | 0      | 0      |
| Klaus-Dieter Bone   | Allemagne   | ?                 | ?                 | 1979-1980  | 16 (16)           | 1    | 0      | 0      |
| Wim Bonneux         | Belgique    | Gardien de but    | 4/04/1979         | 2001-2002  | 2 (0)             | 0    | 0      | 0      |
| Marnix Boons        | Belgique    | ?                 | 15/03/1966        | 1989-1990  | 0 (0)             | 0    | 0      | 0      |
| Jean-Pierre Boosten | Belgique    | ?                 | 26/02/1964        | 1995-1997  | 56 (0)            | 8    | 8      | 0      |
| André Bortels       | Belgique    | ?                 | 5/09/1932         | 1955-1956  | 0 (0)             | 0    | 0      | 0      |
| Jo Bos              | Belgique    | ?                 | 13/06/1966        | 1995-1996  | 3 (0)             | 0    | 0      | 0      |
| Johan Bosmans       | Belgique    | ?                 | 27/12/1966        | 1988-1989  | 0 (0)             | 0    | 0      | 0      |
| Marcel Bosmans      | Belgique    | ?                 | 1/01/1951         | 1974-1978  | 0 (0)             | 0    | 0      | 0      |
| Mohammed Bougoufa   | Belgique    | ?                 | 5/01/1974         | 1991-1997  | 32 (0)            | 1    | 0      | 0      |
| Johan Bracke        | Belgique    | ?                 | 4/06/1966         | 1990-1992  | 2 (0)             | 0    | 0      | 0      |
| Mario Briers        | Belgique    | ?                 | 12/12/1972        | 1991-1992  | 4 (0)             | 0    | 0      | 0      |
| Arrigo Briosi       | Belgique    | ?                 | ?                 | 1956-1957  | 4 (4)             | 0    | 0      | 0      |
| Pascal Bruelemans   | Belgique    | ?                 | 17/08/1964        | 1983-1990  | 91 (7)            | 0    | 10     | 0      |
| André Bruyninckx    | Belgique    | ?                 | 19/10/1965        | 1990-1991  | 4 (0)             | 0    | 0      | 0      |
| Johan Bruyninckx    | Belgique    | Gardien de but    | 4/08/1964         | 1988-1989  | 0 (0)             | 0    | 0      | 0      |
| Nikola Budišić      | Yougoslavie | Défenseur         | 12/10/1947        | 1979-1981  | 27 (27)           | 2    | 4      | 0      |
| Lucien Bynens       | Belgique    | ?                 | ?                 | 1956-1959  | 0 (0)             | 0    | 0      | 0      |

## C
| Joueur              | Nationalité | Position          | Date de naissance | Période(s) | Matches (dont D1) | Buts | Jaunes | Rouges |
| ------------------- | ----------- | ----------------- | ----------------- | ---------- | ----------------- | ---- | ------ | ------ |
| Gerry Caluwaerts    | Belgique    | ?                 | 23/08/1974        | 1995-1996  | 12 (0)            | 1    | 2      | 0      |
| Francesco Camacho   | Espagne     | Gardien de but    | 2/07/1969         | 1995-2000  | 112 (0)           | 0    | 5      | 2      |
| Luigi Carallo       | Belgique    | ?                 | 13/07/1978        | 1994-1999  | 25 (0)            | 0    | 2      | 0      |
| David Caretta       | Belgique    | ?                 | 14/08/1968        | 1990-1992  | 1 (0)             | 0    | 0      | 0      |
| Massimo Caruso      | Belgique    | ?                 | 5/07/1978         | 1996-1999  | 44 (0)            | 1    | 5      | 0      |
| Vincenzo Caruso     | Belgique    | ?                 | 12/08/1971        | 1989-1991  | 0 (0)             | 0    | 0      | 0      |
| Ramon Cazal         | Belgique    | ?                 | 18/04/1976        | 1997-2001  | 102 (0)           | 9    | 13     | 1      |
| Frederique Ceci     | Belgique    | ?                 | 22/05/1981        | 2000-2002  | 13 (0)            | 0    | 1      | 1      |
| August Ceuppens     | Belgique    | ?                 | 4/10/1930         | 1961-1963  | 0 (0)             | 0    | 0      | 0      |
| Charles Ceusters    | Belgique    | ?                 | 18/09/1939        | 1957-1961  | 4 (4)             | 3    | 0      | 0      |
| Jozef Christiaens   | Belgique    | ?                 | ?                 | 1958-1968  | 0 (0)             | 0    | 0      | 0      |
| Karel Christiaens   | Belgique    | ?                 | 1/08/1939         | 1958-1959  | 0 (0)             | 0    | 0      | 0      |
| Eugène Chuptys      | Belgique    | ?                 | 15/11/1921        | 1945-1953  | 0 (0)             | 0    | 0      | 0      |
| Remo Ciarlariello   | Belgique    | ?                 | 23/11/1961        | 1982-1985  | 3 (3)             | 0    | 0      | 0      |
| Armand Claes        | Belgique    | ?                 | 9/12/1940         | 1962-1963  | 22 (22)           | 0    | 0      | 0      |
| Christophe Claes    | Belgique    | ?                 | 20/11/1979        | 2001-2002  | 1 (0)             | 0    | 0      | 0      |
| Francis Claes       | Belgique    | ?                 | 18/09/1971        | 1997-1998  | 26 (0)            | 0    | 4      | 0      |
| Gaston Claes        | Belgique    | ?                 | 15/03/1944        | 1965-1967  | 36 (3)            | 1    | 0      | 0      |
| Raymond Claes       | Belgique    | ?                 | ?                 | 1950-1953  | 0 (0)             | 0    | 0      | 0      |
| Luc Claesen         | Belgique    | ?                 | 28/11/1971        | 1990-1992  | 0 (0)             | 0    | 0      | 0      |
| Nico Claesen        | Belgique    | Attaquant         | 1/10/1962         | 1998-2000  | 52 (0)            | 19   | 4      | 0      |
| Tom Coenen          | Belgique    | ?                 | 22/03/1978        | 1999-2000  | 20 (0)            | 5    | 0      | 0      |
| Marcel Collas       | Belgique    | ?                 | 5/04/1948         | 1983-1984  | 11 (11)           | 0    | 0      | 0      |
| Julien Cools        | Belgique    | Milieu de terrain | 13/02/1947        | 1969-1973  | 0 (0)             | 0    | 0      | 0      |
| Dominique Coomans   | Belgique    | Gardien de but    | 14/10/1968        | 1992-1994  | 13 (0)            | 0    | 0      | 0      |
| Peter Coort         | Pays-Bas    | ?                 | 20/08/1962        | 1990-1995  | 102 (0)           | 12   | 10     | 1      |
| Erwin Coppejans     | Belgique    | ?                 | 7/03/1975         | 1998-2000  | 59 (0)            | 5    | 3      | 0      |
| Carl Cornelissen    | Belgique    | ?                 | 10/11/1958        | 1980-1981  | 29 (29)           | 3    | 2      | 0      |
| Johan Creemers      | Belgique    | Gardien de but    | 13/08/1965        | 1985-1986  | 8 (0)             | 0    | 0      | 0      |
| Zoran Culafic       | Belgique    | ?                 | 13/01/1961        | 1987-1991  | 23 (0)            | 0    | 3      | 0      |
| Kurt Curinckx       | Belgique    | ?                 | 23/01/1976        | 1995-1996  | 0 (0)             | 0    | 0      | 0      |
| Jean-Pierre Custers | Belgique    | ?                 | 8/01/1970         | 1991-1995  | 101 (0)           | 36   | 10     | 1      |
| Alfons Cuyvers      | Belgique    | ?                 | ?                 | 1959-1961  | 1 (1)             | 0    | 0      | 0      |
| Eduardus Cuyvers    | Belgique    | ?                 | ?                 | 1956-1960  | 0 (0)             | 0    | 0      | 0      |
| Frans Cuyvers       | Belgique    | ?                 | ?                 | 1956-1960  | 0 (0)             | 0    | 0      | 0      |
| Victor Cuyvers      | Belgique    | ?                 | ?                 | 1950-1960  | 0 (0)             | 0    | 0      | 0      |

## D
| Joueur                | Nationalité    | Position          | Date de naissance | Période(s) | Matches (dont D1) | Buts | Jaunes | Rouges |
| --------------------- | -------------- | ----------------- | ----------------- | ---------- | ----------------- | ---- | ------ | ------ |
| Lucio D'amires        | Belgique       | ?                 | 30/05/1982        | 2000-2001  | 1 (0)             | 0    | 0      | 0      |
| Enzo D'amirez         | Belgique       | ?                 | 27/11/1971        | 1989-1990  | 0 (0)             | 0    | 0      | 0      |
| Robert Daniels        | Belgique       | ?                 | ?                 | 1958-1960  | 0 (0)             | 0    | 0      | 0      |
| Roy Dannarag          | Pays-Bas       | ?                 | 3/03/1950         | 1974-1978  | 4 (4)             | 0    | 0      | 0      |
| Martinus De Bie       | Pays-Bas       | ?                 | ?                 | 1965-1966  | 4 (4)             | 0    | 0      | 0      |
| Roger De Condé        | Belgique       | ?                 | 18/07/1940        | 1962-1966  | 0 (0)             | 0    | 0      | 0      |
| André De Coninck      | Belgique       | ?                 | ?                 | 1965-1966  | 2 (2)             | 0    | 0      | 0      |
| Walter De Greef       | Belgique       | Milieu de terrain | 13/11/1957        | 1975-1981  | 86 (86)           | 3    | 3      | 0      |
| René De Jong          | Pays-Bas       | Gardien de but    | 17/05/1954        | 1982-1983  | 0 (0)             | 0    | 0      | 0      |
| Jean-Luc De Luycker   | Belgique       | ?                 | 13/12/1961        | 1981-1982  | 0 (0)             | 0    | 0      | 0      |
| Eddy De Schrijver     | Belgique       | ?                 | 6/10/1970         | 2000-2001  | 23 (0)            | 0    | 2      | 0      |
| Joannes De Vos        | Belgique       | ?                 | ?                 | 1950-1957  | 0 (0)             | 0    | 0      | 0      |
| Wendy De Wit          | Belgique       | ?                 | 29/09/1968        | 1995-1996  | 21 (0)            | 1    | 2      | 0      |
| Nick Deacy            | Pays de Galles | Défenseur         | 19/07/1953        | 1978-1980  | 41 (41)           | 10   | 2      | 0      |
| Eugène Degreef        | Belgique       | Gardien de but    | ?                 | 1950-1956  | 0 (0)             | 0    | 0      | 0      |
| Gerrie Deijkers       | Pays-Bas       | Attaquant         | 13/11/1946        | 1979-1980  | 8 (8)             | 2    | 0      | 0      |
| Hans-Ditmar Deinert   | Allemagne      | ?                 | 6/10/1948         | 1971-1974  | 0 (0)             | 0    | 0      | 0      |
| André Dekoning        | Belgique       | ?                 | ?                 | 1965-1966  | 0 (0)             | 0    | 0      | 0      |
| Frans Delarbre        | Belgique       | ?                 | ?                 | 1950-1951  | 3 (3)             | 0    | 0      | 0      |
| Guy Delhasse          | Belgique       | Gardien de but    | 19/02/1933        | 1967-1969  | 0 (0)             | 0    | 0      | 0      |
| Dario Deluca          | Belgique       | ?                 | ?                 | 1977-1978  | 0 (0)             | 0    | 0      | 0      |
| Raf Derwae            | Belgique       | ?                 | 24/08/1961        | 1988-1989  | 0 (0)             | 0    | 0      | 0      |
| Kris Deville          | Belgique       | Gardien de but    | 26/11/1974        | 1994-2000  | 8 (0)             | 0    | 0      | 0      |
| Kristof Devries       | Belgique       | ?                 | 21/05/1974        | 1991-1992  | 0 (0)             | 0    | 0      | 0      |
| Rildo Dias Dos Santos | Brésil         | ?                 | 7/03/1969         | 1995-1996  | 26 (0)            | 14   | 1      | 1      |
| Frank Dierckx         | Belgique       | ?                 | 1/02/1968         | 1990-1991  | 0 (0)             | 0    | 0      | 0      |
| Léon Dolmans          | Belgique       | Défenseur         | 6/04/1945         | 1975-1977  | 0 (0)             | 0    | 0      | 0      |
| Louis Donkers         | Pays-Bas       | ?                 | 10/11/1950        | 1977-1978  | 29 (29)           | 1    | 0      | 0      |
| Bart Donne            | Belgique       | ?                 | 30/12/1969        | 1990-1993  | 20 (0)            | 0    | 1      | 0      |
| Werner Dorau          | Belgique       | ?                 | ?                 | 1966-1967  | 1 (1)             | 0    | 0      | 0      |
| Eddy Dries            | Belgique       | ?                 | 29/12/1964        | 1983-1988  | 87 (3)            | 1    | 12     | 0      |
| Stefan Driesen        | Belgique       | ?                 | 25/10/1967        | 1992-1997  | 96 (0)            | 7    | 6      | 0      |
| Rudy Driesmans        | Belgique       | ?                 | 13/05/1968        | 1997-1998  | 26 (0)            | 4    | 2      | 0      |
| Patrick Dupas         | Belgique       | ?                 | 12/11/1959        | 1991-1993  | 47 (0)            | 4    | 1      | 0      |
| Guido Duts            | Belgique       | ?                 | 2/09/1960         | 1977-1982  | 6 (6)             | 0    | 0      | 0      |

## E
| Joueur          | Nationalité | Position       | Date de naissance | Période(s) | Matches (dont D1) | Buts | Jaunes | Rouges |
| --------------- | ----------- | -------------- | ----------------- | ---------- | ----------------- | ---- | ------ | ------ |
| Roger Embrechts | Belgique    | ?              | ?                 | 1962-1966  | 0 (0)             | 0    | 0      | 0      |
| Fabio Emiliani  | Belgique    | ?              | 28/10/1975        | 1992-2001  | 153 (0)           | 3    | 16     | 1      |
| Peter Emmers    | Belgique    | Gardien de but | 23/02/1964        | 1993-1994  | 24 (0)            | 0    | 0      | 0      |
| Johan Engelen   | Belgique    | ?              | 2/10/1965         | 1986-1989  | 42 (0)            | 4    | 2      | 0      |

## F
| Joueur          | Nationalité | Position       | Date de naissance | Période(s) | Matches (dont D1) | Buts | Jaunes | Rouges |
| --------------- | ----------- | -------------- | ----------------- | ---------- | ----------------- | ---- | ------ | ------ |
| Antoine Fagot   | Belgique    | ?              | 24/07/1956        | 1983-1985  | 29 (29)           | 5    | 0      | 0      |
| Henk Feyt       | Pays-Bas    | Gardien de but | 31/10/1959        | 1981-1982  | 6 (6)             | 0    | 0      | 0      |
| Klaus Fock      | Allemagne   | Attaquant      | 13/07/1947        | 1972-1974  | 0 (0)             | 0    | 0      | 0      |
| Guy François    | Belgique    | ?              | 27/07/1957        | 1978-1982  | 106 (106)         | 15   | 2      | 0      |
| Hendrik Fransen | Belgique    | ?              | ?                 | 1952-1953  | 21 (21)           | 5    | 0      | 0      |
| Herman Fransen  | Belgique    | Gardien de but | 30/01/1945        | 1974-1980  | 48 (48)           | 0    | 0      | 0      |
| Hans Franz      | Allemagne   | Attaquant      | 13/10/1951        | 1976-1977  | 30 (30)           | 7    | 0      | 0      |
| Ladislaw Frocz  | Belgique    | ?              | 6/02/1960         | 1990-1991  | 0 (0)             | 0    | 0      | 0      |

## G
| Joueur            | Nationalité | Position       | Date de naissance | Période(s) | Matches (dont D1) | Buts | Jaunes | Rouges |
| ----------------- | ----------- | -------------- | ----------------- | ---------- | ----------------- | ---- | ------ | ------ |
| Frans Gebruers    | Belgique    | Gardien de but | 27/01/1932        | 1963-1966  | 0 (0)             | 0    | 0      | 0      |
| Augustinus Geens  | Belgique    | ?              | ?                 | 1950-1959  | 0 (0)             | 0    | 0      | 0      |
| Jelle Geerits     | Belgique    | ?              | 21/09/1979        | 2001-2002  | 29 (0)            | 0    | 4      | 0      |
| Frans Geerkens    | Belgique    | Gardien de but | 1/03/1960         | 1982-1990  | 26 (2)            | 0    | 0      | 0      |
| Peter Geubbelmans | Belgique    | ?              | 16/12/1967        | 1985-1986  | 0 (0)             | 0    | 0      | 0      |
| Marc Geukens      | Belgique    | ?              | 20/08/1960        | 1978-1979  | 0 (0)             | 0    | 0      | 0      |
| Stephan Geuns     | Belgique    | ?              | 12/01/1964        | 1986-1987  | 28 (0)            | 5    | 2      | 0      |
| Ludo Geurts       | Belgique    | ?              | 3/02/1957         | 1980-1987  | 145 (91)          | 9    | 7      | 0      |
| Félix Geybels     | Belgique    | Défenseur      | 23/11/1935        | 1952-1964  | 0 (0)             | 0    | 0      | 0      |
| André Geypen      | Belgique    | ?              | ?                 | 1968-1969  | 2 (2)             | 0    | 0      | 0      |
| Fernand Geypen    | Belgique    | ?              | 9/02/1947         | 1967-1983  | 148 (148)         | 7    | 5      | 0      |
| Tony Geypen       | Belgique    | ?              | 30/09/1954        | 1974-1985  | 116 (116)         | 3    | 6      | 0      |
| Filip Geypens     | Belgique    | ?              | 23/09/1974        | 1993-1997  | 62 (0)            | 12   | 3      | 0      |
| Jurgen Geys       | Belgique    | ?              | 20/09/1971        | 1997-1998  | 15 (0)            | 0    | 1      | 0      |
| Victor Gielen     | Belgique    | ?              | ?                 | 1955-1960  | 0 (0)             | 0    | 0      | 0      |
| Eddy Gijsbrechts  | Belgique    | ?              | 17/06/1956        | 1974-1975  | 0 (0)             | 0    | 0      | 0      |
| Diego Girardi     | Belgique    | ?              | 7/11/1959         | 1976-1978  | 0 (0)             | 0    | 0      | 0      |
| Massimo Girardi   | Belgique    | ?              | 25/11/1981        | 2001-2002  | 25 (0)            | 2    | 2      | 0      |
| Manfred Glanzer   | Allemagne   | Attaquant      | 3/05/1953         | 1977-1978  | 4 (4)             | 0    | 0      | 0      |
| Albert Gomme      | Belgique    | ?              | 13/06/1923        | 1948-1953  | 0 (0)             | 0    | 0      | 0      |
| Steven Gonesch    | Pays-Bas    | ?              | 6/03/1974         | 1994-1995  | 0 (0)             | 0    | 0      | 0      |
| Didier Gumienny   | Belgique    | ?              | 16/04/1968        | 1993-1995  | 46 (0)            | 4    | 4      | 0      |

## H
| Joueur             | Nationalité | Position          | Date de naissance | Période(s)           | Matches (dont D1) | Buts | Jaunes | Rouges |
| ------------------ | ----------- | ----------------- | ----------------- | -------------------- | ----------------- | ---- | ------ | ------ |
| Marcel Hanegreefs  | Belgique    | ?                 | ?                 | 1968-1971            | 0 (0)             | 0    | 0      | 0      |
| Mark Haneveer      | Belgique    | ?                 | 9/03/1966         | 1990-1991            | 10 (0)            | 1    | 0      | 0      |
| Jan Hannes         | Belgique    | ?                 | ?                 | 1958-1959            | 8 (8)             | 5    | 0      | 0      |
| Guy Hebberecht     | Belgique    | ?                 | 4/03/1962         | 1979-1980            | 0 (0)             | 0    | 0      | 0      |
| Michel Hendriks    | Pays-Bas    | ?                 | ?                 | 1964-1965            | 14 (14)           | 0    | 0      | 0      |
| Léon Hens          | Belgique    | ?                 | 11/11/1932        | 1958-1959            | 0 (0)             | 0    | 0      | 0      |
| Sven Hermans       | Belgique    | ?                 | 26/04/1977        | 1998-2001            | 68 (0)            | 26   | 12     | 0      |
| Vic Hermans        | Belgique    | ?                 | 31/05/1974        | 1994-1996, 2000-2002 | 69 (0)            | 2    | 8      | 0      |
| Jos Heyligen       | Belgique    | Milieu de terrain | 30/06/1947        | 1981-1982            | 34 (34)           | 4    | 0      | 0      |
| Mario Hontis       | Belgique    | ?                 | 13/09/1973        | 2000-2001            | 20 (0)            | 0    | 4      | 0      |
| Theofiel Houben    | Belgique    | ?                 | ?                 | 1952-1953            | 1 (1)             | 0    | 0      | 0      |
| Maurice Houtmeyers | Belgique    | Gardien de but    | 24/03/1947        | 1966-1973            | 0 (0)             | 0    | 0      | 0      |
| Willy Hox          | Belgique    | ?                 | 10/10/1947        | 1971-1972            | 0 (0)             | 0    | 0      | 0      |
| Tony Hulsmans      | Belgique    | ?                 | 20/02/1938        | 1956-1960            | 0 (0)             | 0    | 0      | 0      |
| Robby Hütting      | Pays-Bas    | ?                 | 13/08/1955        | 1982-1985            | 3 (3)             | 0    | 0      | 0      |
| Alfons Huybrechts  | Belgique    | ?                 | ?                 | 1968-1970            | 0 (0)             | 0    | 0      | 0      |
| Geert Huybrechts   | Belgique    | ?                 | 28/02/1969        | 1986-1988            | 4 (0)             | 0    | 0      | 0      |

## I
| Joueur            | Nationalité | Position  | Date de naissance | Période(s) | Matches (dont D1) | Buts | Jaunes | Rouges |
| ----------------- | ----------- | --------- | ----------------- | ---------- | ----------------- | ---- | ------ | ------ |
| Franco Iovino     | Italie      | Attaquant | 19/08/1964        | 1985-1986  | 24 (0)            | 2    | 0      | 0      |
| Aleksandar Ivoš   | Yougoslavie | Attaquant | ?                 | 1966-1968  | 0 (0)             | 0    | 0      | 0      |
| Enrique Izquierdo | Belgique    | ?         | 12/09/1975        | 1996-2001  | 25 (0)            | 1    | 3      | 0      |

## J
| Joueur            | Nationalité | Position       | Date de naissance | Période(s) | Matches (dont D1) | Buts | Jaunes | Rouges |
| ----------------- | ----------- | -------------- | ----------------- | ---------- | ----------------- | ---- | ------ | ------ |
| Sylvain Jacobs    | Belgique    | ?              | 3/11/1966         | 1992-1995  | 30 (0)            | 7    | 3      | 0      |
| David Jansen      | Belgique    | Gardien de but | 10/03/1976        | 2001-2002  | 29 (0)            | 0    | 0      | 1      |
| Hendrikus Janssen | Belgique    | ?              | 8/08/1953         | 1981-1982  | 4 (4)             | 0    | 0      | 0      |
| Raymond Jaspers   | Belgique    | ?              | 31/08/1954        | 1975-1979  | 32 (32)           | 5    | 0      | 0      |
| Jean Jehaes       | Belgique    | Gardien de but | 10/06/1958        | 1986-1988  | 60 (0)            | 0    | 0      | 0      |
| Reinhard Jung     | Autriche    | ?              | ?                 | 1970-1971  | 0 (0)             | 0    | 0      | 0      |

## K
| Joueur                | Nationalité        | Position          | Date de naissance | Période(s) | Matches (dont D1) | Buts | Jaunes | Rouges |
| --------------------- | ------------------ | ----------------- | ----------------- | ---------- | ----------------- | ---- | ------ | ------ |
| Jurgen Kaerts         | Belgique           | Gardien de but    | 8/03/1982         | 2001-2002  | 1 (0)             | 0    | 0      | 0      |
| Mahmut Kapidžić       | Yougoslavie        | ?                 | ?                 | 1967-1968  | 26 (26)           | 3    | 0      | 0      |
| Jozef Karamza         | Belgique           | Gardien de but    | 18/03/1922        | 1948-1956  | 0 (0)             | 0    | 0      | 0      |
| Joël Karremans        | Belgique           | ?                 | 3/01/1966         | 1984-1985  | 0 (0)             | 0    | 0      | 0      |
| Jean-Pierre Kasprzak  | Belgique           | ?                 | 14/04/1944        | 1962-1970  | 0 (0)             | 0    | 0      | 0      |
| Gustaaf Kauwenberghs  | Belgique           | ?                 | ?                 | 1962-1965  | 0 (0)             | 0    | 0      | 0      |
| Ferdinand Jozef Kemps | Belgique           | ?                 | ?                 | 1956-1957  | 0 (0)             | 0    | 0      | 0      |
| Guy Kenens            | Belgique           | Gardien de but    | 19/10/1958        | 1976-1983  | 7 (7)             | 0    | 0      | 0      |
| Éric Kerremans        | Belgique           | ?                 | 4/04/1968         | 1997-1998  | 26 (0)            | 13   | 4      | 1      |
| Isa Keskin            | Belgique           | ?                 | 2/01/1964         | 1982-1983  | 0 (0)             | 0    | 0      | 0      |
| Stefan Kicken         | Belgique           | ?                 | 10/07/1970        | 1991-1992  | 0 (0)             | 0    | 0      | 0      |
| Horst-Peter Knauf     | Allemagne          | Milieu de terrain | 16/08/1960        | 1983-1984  | 32 (32)           | 10   | 0      | 0      |
| Didier Kobla          | Zaïre              | Attaquant         | 14/04/1963        | 1985-1986  | 24 (0)            | 3    | 1      | 0      |
| Marcel Korner         | République tchèque | ?                 | 10/11/1967        | 1994-2000  | 49 (0)            | 10   | 7      | 3      |
| Hans Kuhlmann         | Allemagne          | Gardien de but    | 12/10/1943        | 1968-1978  | 0 (0)             | 0    | 0      | 0      |
| Patrick Kuyckx        | Belgique           | ?                 | 7/08/1964         | 1985-1986  | 2 (0)             | 0    | 1      | 0      |

## L
| Joueur           | Nationalité | Position       | Date de naissance | Période(s) | Matches (dont D1) | Buts | Jaunes | Rouges |
| ---------------- | ----------- | -------------- | ----------------- | ---------- | ----------------- | ---- | ------ | ------ |
| Victor Laenen    | Belgique    | ?              | 17/10/1955        | 1977-1978  | 0 (0)             | 0    | 0      | 0      |
| Davy Laeveren    | Belgique    | ?              | 28/05/1977        | 2000-2001  | 28 (0)            | 3    | 1      | 0      |
| Paolo Lallo      | Italie      | ?              | 9/03/1955         | 1973-1988  | 150 (137)         | 19   | 0      | 0      |
| Johny Lambrichts | Belgique    | ?              | 20/09/1952        | 1975-1977  | 0 (0)             | 0    | 0      | 0      |
| Nordin Lbalie    | Belgique    | ?              | 28/12/1971        | 1990-1992  | 21 (0)            | 2    | 1      | 0      |
| Frank Leen       | Belgique    | ?              | 22/01/1967        | 1985-1994  | 171 (0)           | 3    | 20     | 1      |
| Franz Lemaire    | Belgique    | Gardien de but | ?                 | 1960-1963  | 0 (0)             | 0    | 0      | 0      |
| Diederik Lemmens | Belgique    | ?              | 27/11/1969        | 1989-1996  | 148 (0)           | 1    | 10     | 0      |
| Gert Lemmens     | Belgique    | Gardien de but | 5/11/1976         | 1996-1998  | 3 (0)             | 0    | 0      | 0      |
| Koen Lemmens     | Belgique    | ?              | 10/06/1965        | 1986-1987  | 2 (0)             | 0    | 0      | 0      |
| Guido Lenaerts   | Belgique    | ?              | 13/05/1965        | 1985-1987  | 36 (0)            | 6    | 3      | 1      |
| Urbain Lespoix   | Belgique    | ?              | 30/10/1946        | 1963-1982  | 30 (30)           | 0    | 0      | 0      |
| Wim Leushuis     | Pays-Bas    | ?              | 18/03/1952        | 1990-1991  | 14 (0)            | 0    | 1      | 0      |
| David Liebens    | Belgique    | ?              | 2/05/1978         | 1999-2000  | 14 (0)            | 0    | 0      | 0      |
| Robbie Liekens   | Belgique    | ?              | 6/12/1979         | 1999-2000  | 1 (0)             | 0    | 0      | 0      |
| Peter Lievers    | Belgique    | ?              | ?                 | 1979-1980  | 1 (1)             | 0    | 0      | 0      |
| Luc Loenders     | Belgique    | ?              | 4/06/1960         | 1981-1982  | 7 (7)             | 2    | 0      | 0      |
| Hubert Lormans   | Belgique    | Attaquant      | ?                 | 1960-1963  | 0 (0)             | 0    | 0      | 0      |
| Victor Lunga     | Belgique    | Attaquant      | ?                 | 1962-1971  | 0 (0)             | 16   | 0      | 0      |
| Ghislain Luts    | Belgique    | ?              | ?                 | 1966-1967  | 0 (0)             | 0    | 0      | 0      |

## M
| Joueur             | Nationalité | Position       | Date de naissance | Période(s) | Matches (dont D1) | Buts | Jaunes | Rouges |
| ------------------ | ----------- | -------------- | ----------------- | ---------- | ----------------- | ---- | ------ | ------ |
| Christophe Maes    | Belgique    | ?              | 22/08/1978        | 1998-2000  | 36 (0)            | 1    | 0      | 0      |
| Mathieu Maes       | Belgique    | ?              | ?                 | 1956-1957  | 0 (0)             | 0    | 0      | 0      |
| Wouter Maes        | Belgique    | ?              | 28/09/1978        | 1997-2001  | 100 (0)           | 4    | 13     | 3      |
| Claudio Magoga     | Belgique    | Gardien de but | 7/06/1976         | 1995-1996  | 1 (0)             | 0    | 0      | 0      |
| Guido Mallants     | Belgique    | Attaquant      | 15/11/1946        | 1964-1967  | 0 (0)             | 0    | 0      | 0      |
| Peter Mangelschots | Belgique    | ?              | 12/12/1968        | 1987-1988  | 4 (0)             | 0    | 0      | 0      |
| Robert Marcelissen | Belgique    | ?              | 21/11/1961        | 1985-1986  | 22 (0)            | 3    | 4      | 0      |
| Patrick Marting    | Belgique    | ?              | 22/02/1964        | 1984-1985  | 0 (0)             | 0    | 0      | 0      |
| Pascal Mascagni    | Belgique    | ?              | 11/03/1972        | 1995-1997  | 29 (0)            | 3    | 4      | 0      |
| Abdallah Mateso    | Rwanda      | Attaquant      | 28/09/1965        | 1989-1990  | 0 (0)             | 0    | 0      | 0      |
| Benny Meeus        | Belgique    | ?              | 9/08/1958         | 1987-1988  | 21 (0)            | 2    | 3      | 0      |
| Ward Melaer        | Belgique    | ?              | 14/01/1968        | 1998-2000  | 38 (0)            | 1    | 3      | 3      |
| Mike Melis         | Belgique    | ?              | 7/09/1968         | 2001-2002  | 17 (0)            | 0    | 3      | 1      |
| Gunther Mertens    | Belgique    | ?              | 6/02/1976         | 1995-1997  | 27 (0)            | 1    | 3      | 1      |
| Willem Mertens     | Belgique    | Attaquant      | 14/03/1935        | 1963-1964  | 0 (0)             | 0    | 0      | 0      |
| Florent Meuris     | Belgique    | ?              | 19/06/1919        | 1950-1953  | 0 (0)             | 0    | 0      | 0      |
| Victor Meuser      | Pays-Bas    | ?              | 6/08/1952         | 1978-1979  | 27 (27)           | 1    | 0      | 0      |
| Jan Michielsen     | Belgique    | ?              | ?                 | 1971-1974  | 0 (0)             | 0    | 0      | 0      |
| Roberto Migliorini | Belgique    | ?              | 3/08/1970         | 1994-1995  | 7 (0)             | 0    | 1      | 0      |
| Gabriele Mini      | Belgique    | ?              | 17/02/1971        | 1989-1991  | 4 (0)             | 0    | 0      | 0      |
| Carry Mombers      | Belgique    | ?              | 25/11/1969        | 1990-1993  | 10 (0)            | 0    | 0      | 0      |
| Alfons Moons       | Belgique    | ?              | 16/12/1954        | 1971-1976  | 23 (23)           | 2    | 0      | 0      |
| Fernand Moons      | Belgique    | ?              | ?                 | 1950-1957  | 0 (0)             | 0    | 0      | 0      |
| Jean-Claude Moons  | Belgique    | ?              | 16/06/1943        | 1970-1975  | 38 (38)           | 1    | 0      | 0      |
| Peter Moons        | Belgique    | ?              | 22/04/1964        | 1980-1981  | 0 (0)             | 0    | 0      | 0      |
| Sven Moons         | Belgique    | ?              | 15/10/1969        | 1988-1990  | 0 (0)             | 0    | 0      | 0      |
| Davy Morren        | Belgique    | Gardien de but | 22/12/1977        | 1997-1998  | 0 (0)             | 0    | 0      | 0      |
| Muhamed Mujić      | Yougoslavie | Attaquant      | 25/04/1932        | 1966-1967  | 0 (0)             | 0    | 0      | 0      |
| Fernando Musardo   | Belgique    | ?              | 27/11/1968        | 1983-1994  | 64 (0)            | 3    | 11     | 0      |
| Kalambay Mutombo   | Zaïre       | ?              | 2/10/1961         | 1985-1986  | 17 (0)            | 0    | 3      | 0      |

## N
| Joueur          | Nationalité                      | Position       | Date de naissance | Période(s) | Matches (dont D1) | Buts | Jaunes | Rouges |
| --------------- | -------------------------------- | -------------- | ----------------- | ---------- | ----------------- | ---- | ------ | ------ |
| Dieter Nelissen | Belgique                         | ?              | 12/10/1980        | 2000-2001  | 4 (0)             | 1    | 0      | 0      |
| Jurgen Neuts    | Belgique                         | ?              | 5/04/1972         | 1999-2000  | 14 (0)            | 2    | 1      | 1      |
| René Neven      | Belgique                         | ?              | ?                 | 1959-1970  | 0 (0)             | 0    | 0      | 0      |
| Jochen Nickmans | Belgique                         | ?              | 15/02/1976        | 1993-1995  | 12 (0)            | 2    | 1      | 0      |
| Frans Nies      | Belgique                         | ?              | 18/12/1962        | 1985-1986  | 11 (0)            | 1    | 0      | 0      |
| Christophe Nijs | Belgique                         | ?              | 25/01/1969        | 1994-1995  | 0 (0)             | 0    | 0      | 0      |
| Kiwa N'shole    | République démocratique du Congo | ?              | 7/11/1968         | 1992-1998  | 142 (0)           | 1    | 22     | 1      |
| Kurt Nulens     | Belgique                         | Gardien de but | 23/10/1969        | 1989-1992  | 16 (0)            | 0    | 0      | 0      |
| Marc Nuyts      | Belgique                         | ?              | 1/10/1961         | 1978-1981  | 8 (8)             | 0    | 0      | 0      |
| Kristof Nys     | Belgique                         | ?              | 10/05/1978        | 1998-2001  | 70 (0)            | 12   | 13     | 0      |
| Patrick Nys     | Belgique                         | Gardien de but | 25/01/1969        | 1994-1995  | 29 (0)            | 1    | 1      | 1      |

## O
| Joueur        | Nationalité | Position | Date de naissance | Période(s) | Matches (dont D1) | Buts | Jaunes | Rouges |
| ------------- | ----------- | -------- | ----------------- | ---------- | ----------------- | ---- | ------ | ------ |
| Étienne Orens | Belgique    | ?        | 12/01/1950        | 1970-1971  | 0 (0)             | 0    | 0      | 0      |
| Aytekin Ozcan | Belgique    | ?        | 15/08/1976        | 1995-1999  | 8 (0)             | 0    | 0      | 0      |

## P
| Joueur            | Nationalité | Position          | Date de naissance | Période(s) | Matches (dont D1) | Buts | Jaunes | Rouges |
| ----------------- | ----------- | ----------------- | ----------------- | ---------- | ----------------- | ---- | ------ | ------ |
| Stephan Paesen    | Belgique    | ?                 | 21/01/1971        | 1996-1998  | 48 (0)            | 15   | 11     | 2      |
| Alfons Peeters    | Belgique    | Défenseur         | 21/01/1943        | 1962-1966  | 0 (0)             | 0    | 0      | 0      |
| Armand Peeters    | Belgique    | ?                 | 21/01/1943        | 1959-1967  | 0 (0)             | 0    | 0      | 0      |
| Émile Peeters     | Belgique    | ?                 | 13/03/1922        | 1948-1952  | 0 (0)             | 0    | 0      | 0      |
| Franky Peeters    | Belgique    | ?                 | 28/02/1972        | 1995-1997  | 21 (0)            | 1    | 0      | 0      |
| Kristof Peeters   | Belgique    | ?                 | 27/12/1977        | 1998-1999  | 3 (0)             | 1    | 0      | 0      |
| Arisvaldo Pereira | Brésil      | Milieu de terrain | 28/11/1970        | 1996-1997  | 27 (0)            | 7    | 0      | 1      |
| Lenny Pieroni     | Belgique    | ?                 | 30/01/1980        | 1999-2000  | 1 (0)             | 0    | 0      | 0      |
| Théo Poel         | Belgique    | Défenseur         | 23/04/1951        | 1971-1975  | 34 (34)           | 1    | 0      | 0      |
| Jean Poelmans     | Belgique    | ?                 | ?                 | 1957-1963  | 0 (0)             | 0    | 0      | 0      |
| Julien Pooters    | Belgique    | ?                 | 1/01/1940         | 1962-1965  | 0 (0)             | 0    | 0      | 0      |
| Alfons Put        | Belgique    | ?                 | 28/01/1939        | 1959-1960  | 0 (0)             | 0    | 0      | 0      |
| Marcel Put        | Belgique    | ?                 | 8/11/1948         | 1966-1979  | 32 (32)           | 10   | 0      | 0      |
| Raf Put           | Belgique    | ?                 | 26/08/1973        | 1994-1995  | 0 (0)             | 0    | 0      | 0      |

## R
| Joueur             | Nationalité | Position          | Date de naissance | Période(s) | Matches (dont D1) | Buts | Jaunes | Rouges |
| ------------------ | ----------- | ----------------- | ----------------- | ---------- | ----------------- | ---- | ------ | ------ |
| Manfred Rabe       | Allemagne   | Attaquant         | 14/10/1942        | 1970-1976  | 26 (26)           | 7    | 0      | 0      |
| Ivan Radić         | Yougoslavie | ?                 | 5/06/1954         | 1983-1985  | 3 (3)             | 0    | 0      | 0      |
| Dariusz Radomski   | Pologne     | ?                 | 6/03/1966         | 1992-1995  | 61 (0)            | 5    | 6      | 0      |
| Hendrik Ramaekers  | Belgique    | ?                 | 10/10/1949        | 1971-1975  | 34 (34)           | 8    | 0      | 0      |
| Bozidar Ranogajec  | Yougoslavie | ?                 | 4/02/1943         | 1970-1972  | 0 (0)             | 0    | 0      | 0      |
| Nico Reviers       | Belgique    | ?                 | 14/12/1978        | 1998-2000  | 41 (0)            | 8    | 4      | 0      |
| Henri Reymen       | Belgique    | ?                 | ?                 | 1950-1956  | 0 (0)             | 0    | 0      | 0      |
| Éric Reynders      | Belgique    | ?                 | 28/01/1965        | 1981-1998  | 37 (26)           | 3    | 1      | 1      |
| Robby Rijckx       | Belgique    | ?                 | 26/01/1973        | 2000-2001  | 7 (0)             | 0    | 2      | 0      |
| Jochim Rijmen      | Belgique    | ?                 | 17/02/1977        | 1996-1998  | 42 (0)            | 11   | 0      | 0      |
| Marc Rogiers       | Belgique    | ?                 | 2/06/1957         | 1975-1990  | 182 (138)         | 1    | 8      | 0      |
| Gert Roosen        | Belgique    | ?                 | 16/11/1970        | 1988-1989  | 0 (0)             | 0    | 0      | 0      |
| Rudy Royakkers     | Belgique    | ?                 | 25/02/1964        | 1985-1989  | 83 (0)            | 3    | 8      | 0      |
| Paolo Russo        | Belgique    | ?                 | 14/03/1955        | 1974-1986  | 188 (160)         | 19   | 6      | 3      |
| Salvatore Russo    | Belgique    | ?                 | 4/03/1969         | 1983-1990  | 1 (0)             | 0    | 0      | 0      |
| Peter Ruts         | Belgique    | Milieu de terrain | 27/11/1962        | 1982-1983  | 0 (0)             | 0    | 0      | 0      |
| Paul Rutten        | Belgique    | ?                 | 23/11/1948        | 1966-1978  | 32 (32)           | 0    | 0      | 0      |
| Philippe Ruysbergh | Belgique    | ?                 | 28/05/1959        | 1978-1981  | 18 (18)           | 0    | 2      | 0      |
| Milan Ružić        | Yougoslavie | Défenseur         | 25/07/1955        | 1983-1984  | 23 (23)           | 2    | 0      | 0      |
| Frans Rykers       | Belgique    | ?                 | ?                 | 1950-1953  | 0 (0)             | 0    | 0      | 0      |

## S
| Joueur                      | Nationalité | Position       | Date de naissance | Période(s) | Matches (dont D1) | Buts | Jaunes | Rouges |
| --------------------------- | ----------- | -------------- | ----------------- | ---------- | ----------------- | ---- | ------ | ------ |
| Mauro Sabia                 | Belgique    | ?              | 10/01/1977        | 1997-1998  | 2 (0)             | 0    | 0      | 0      |
| Johan Savelkoul             | Belgique    | ?              | 19/12/1970        | 1993-1997  | 57 (0)            | 1    | 9      | 0      |
| Patrick Schaefer            | Belgique    | ?              | 1/02/1973         | 1996-1997  | 27 (0)            | 2    | 1      | 0      |
| André Scheen                | Belgique    | ?              | 10/02/1958        | 1979-1981  | 46 (46)           | 0    | 3      | 0      |
| Thomas Schelling            | Autriche    | ?              | 29/05/1947        | 1977-1978  | 0 (0)             | 0    | 0      | 0      |
| Willy Schepers              | Belgique    | ?              | 13/03/1946        | 1964-1967  | 0 (0)             | 0    | 0      | 0      |
| Johan Schoofs               | Belgique    | ?              | 14/02/1964        | 1980-1984  | 33 (33)           | 0    | 0      | 0      |
| Patrick Schoofs             | Belgique    | ?              | 10/03/1959        | 1983-1993  | 181 (31)          | 23   | 2      | 0      |
| Remi Schoonis               | Belgique    | ?              | 16/07/1925        | 1952-1953  | 0 (0)             | 0    | 0      | 0      |
| Ronny Schraeyen             | Belgique    | ?              | ?                 | 1968-1970  | 0 (0)             | 0    | 0      | 0      |
| Günther Schubert            | Allemagne   | Gardien de but | 11/01/1955        | 1979-1985  | 109 (109)         | 0    | 1      | 0      |
| Ludo Schulpe                | Belgique    | ?              | ?                 | 1979-1980  | 2 (2)             | 0    | 0      | 0      |
| Roger Schulpe               | Belgique    | ?              | ?                 | 1964-1965  | 0 (0)             | 0    | 0      | 0      |
| Stefan Scrayen              | Belgique    | ?              | 23/07/1968        | 1993-1994  | 5 (0)             | 0    | 0      | 0      |
| Christoffel Sielski         | Belgique    | ?              | ?                 | 1966-1970  | 0 (0)             | 0    | 0      | 0      |
| Dionizio Carlos Silva Filho | Brésil      | ?              | 18/08/1971        | 2000-2002  | 41 (0)            | 22   | 8      | 1      |
| Vito Simone                 | Belgique    | ?              | 24/11/1970        | 1991-1992  | 28 (0)            | 0    | 1      | 0      |
| Bart Simons                 | Belgique    | ?              | 5/09/1976         | 1994-1995  | 0 (0)             | 0    | 0      | 0      |
| Yeter Simsek                | Belgique    | ?              | 27/01/1977        | 1994-1997  | 30 (0)            | 3    | 2      | 1      |
| Theo Smeets                 | Belgique    | ?              | ?                 | 1968-1970  | 0 (0)             | 0    | 0      | 0      |
| Pieter Smeyers              | Belgique    | ?              | 3/07/1978         | 1998-2000  | 5 (0)             | 0    | 0      | 0      |
| Luc Smolders                | Belgique    | ?              | 10/09/1953        | 1980-1981  | 2 (2)             | 0    | 0      | 0      |
| Victor Smolders             | Belgique    | ?              | 28/10/1920        | 1937-1956  | 0 (0)             | 0    | 0      | 0      |
| Walter Snyers               | Belgique    | ?              | ?                 | 1962-1968  | 0 (0)             | 0    | 0      | 0      |
| Roel Soons                  | Belgique    | ?              | 5/09/1980         | 2000-2001  | 12 (0)            | 0    | 3      | 0      |
| Peter Stalmans              | Belgique    | ?              | 2/12/1963         | 1984-1985  | 0 (0)             | 0    | 0      | 0      |
| Johnny Stassen              | Belgique    | ?              | 14/05/1957        | 1979-1980  | 0 (0)             | 0    | 0      | 0      |
| Lambert Steensels           | Belgique    | ?              | ?                 | 1968-1972  | 0 (0)             | 0    | 0      | 0      |
| Eddy Stuyck                 | Belgique    | ?              | 25/01/1964        | 1983-1989  | 40 (3)            | 0    | 1      | 0      |
| Joeri Swennen               | Belgique    | ?              | 24/04/1970        | 1996-1998  | 42 (0)            | 2    | 2      | 1      |
| Ivo Swenters                | Belgique    | ?              | 12/06/1977        | 2000-2002  | 51 (0)            | 2    | 9      | 0      |
| Guillaume Swerts            | Belgique    | ?              | ?                 | 1950-1953  | 0 (0)             | 0    | 0      | 0      |
| Jean-Pierre Swerts          | Belgique    | ?              | 6/09/1967         | 1995-1998  | 70 (0)            | 22   | 9      | 0      |
| Davy Swinnen                | Belgique    | ?              | 5/04/1976         | 1993-1997  | 48 (0)            | 0    | 6      | 0      |
| Guido Swinnen               | Belgique    | ?              | 28/06/1957        | 1980-1981  | 28 (28)           | 10   | 3      | 0      |
| Jan Swinnen                 | Belgique    | ?              | 13/06/1964        | 1996-1998  | 36 (0)            | 0    | 8      | 0      |
| Frans Szelagowski           | Belgique    | ?              | ?                 | 1950-1951  | 0 (0)             | 0    | 0      | 0      |

## T
| Joueur         | Nationalité | Position          | Date de naissance | Période(s) | Matches (dont D1) | Buts | Jaunes | Rouges |
| -------------- | ----------- | ----------------- | ----------------- | ---------- | ----------------- | ---- | ------ | ------ |
| Paul Theunis   | Belgique    | Milieu de terrain | 16/03/1952        | 1970-1972  | 0 (0)             | 0    | 0      | 0      |
| Johan Theys    | Belgique    | ?                 | 28/09/1968        | 1988-1989  | 0 (0)             | 0    | 0      | 0      |
| Peter Thoelen  | Belgique    | ?                 | 23/02/1969        | 1989-1991  | 4 (0)             | 0    | 0      | 0      |
| Ronny Thoelen  | Belgique    | ?                 | 30/03/1970        | 1995-1996  | 2 (0)             | 0    | 1      | 0      |
| André Thys     | Belgique    | ?                 | ?                 | 1952-1958  | 0 (0)             | 0    | 0      | 0      |
| Gérard Thys    | Belgique    | ?                 | ?                 | 1952-1953  | 0 (0)             | 0    | 0      | 0      |
| Rudi Tielemans | Belgique    | ?                 | 7/01/1965         | 1983-1985  | 12 (12)           | 0    | 0      | 0      |
| Ivo Toelen     | Belgique    | ?                 | 6/01/1957         | 1976-1979  | 8 (8)             | 0    | 0      | 0      |
| Félicien Trost | Belgique    | ?                 | ?                 | 1951-1953  | 0 (0)             | 0    | 0      | 0      |

## U
| Joueur        | Nationalité | Position | Date de naissance | Période(s) | Matches (dont D1) | Buts | Jaunes | Rouges |
| ------------- | ----------- | -------- | ----------------- | ---------- | ----------------- | ---- | ------ | ------ |
| Hakan Ugur    | Belgique    | ?        | 14/10/1978        | 2001-2002  | 0 (0)             | 0    | 0      | 0      |
| Ramazan Üstün | Turquie     | ?        | 4/10/1973         | 1997-1998  | 17 (0)            | 2    | 1      | 0      |

## V
| Joueur                | Nationalité | Position          | Date de naissance | Période(s) | Matches (dont D1) | Buts | Jaunes | Rouges |
| --------------------- | ----------- | ----------------- | ----------------- | ---------- | ----------------- | ---- | ------ | ------ |
| David Vaelen          | Belgique    | ?                 | 11/03/1980        | 1997-2000  | 54 (0)            | 5    | 4      | 0      |
| René Van Becelaere    | Belgique    | ?                 | 11/03/1964        | 1996-1998  | 21 (0)            | 10   | 2      | 1      |
| Yves Van Briel        | Belgique    | ?                 | 12/12/1979        | 2000-2001  | 4 (0)             | 0    | 0      | 0      |
| Chris Van den Dungen  | Pays-Bas    | Défenseur         | 8/08/1959         | 1981-1985  | 28 (28)           | 2    | 0      | 0      |
| Geert Van Duppen      | Belgique    | ?                 | 13/07/1967        | 1985-1987  | 11 (0)            | 0    | 0      | 0      |
| Gunter Van Eyck       | Belgique    | ?                 | 19/12/1960        | 1982-1988  | 16 (0)            | 3    | 1      | 0      |
| Luc Van Genechten     | Belgique    | ?                 | 29/08/1963        | 1980-1986  | 46 (10)           | 1    | 1      | 0      |
| Waltherus Van Gils    | Belgique    | ?                 | 21/11/1962        | 1981-1983  | 23 (23)           | 14   | 0      | 1      |
| Cyrille Van Herle     | Belgique    | Attaquant         | 10/05/1939        | 1958-1969  | 0 (0)             | 0    | 0      | 0      |
| Jozef Van Herle       | Belgique    | ?                 | 8/05/1954         | 1974-1975  | 2 (2)             | 0    | 0      | 0      |
| Gustaaf Van Houdt     | Belgique    | Défenseur         | 6/07/1942         | 1962-1970  | 0 (0)             | 0    | 0      | 0      |
| Jozef Van Houdt       | Belgique    | ?                 | ?                 | 1955-1960  | 0 (0)             | 0    | 0      | 0      |
| Erik van Kilsdonk     | Pays-Bas    | ?                 | 10/09/1968        | 1990-1992  | 38 (0)            | 1    | 4      | 0      |
| Nico Van Luyd         | Belgique    | ?                 | 1/05/1969         | 1986-1989  | 26 (0)            | 3    | 2      | 0      |
| Wilfried Van Moer     | Belgique    | Milieu de terrain | 1/03/1945         | 1976-1980  | 53 (53)           | 7    | 0      | 0      |
| Victor Van Offenwert  | Belgique    | Gardien de but    | 5/01/1930         | 1956-1961  | 0 (0)             | 0    | 0      | 0      |
| Dennis Van Ravenstijn | Belgique    | ?                 | 24/04/1981        | 2001-2002  | 19 (0)            | 4    | 0      | 0      |
| Ronny Van Rethy       | Belgique    | Défenseur         | 21/11/1961        | 1978-2000  | 125 (98)          | 2    | 1      | 0      |
| Jozef Van Rompay      | Belgique    | ?                 | 23/12/1929        | 1955-1957  | 0 (0)             | 0    | 0      | 0      |
| Tony Van Schoonbeek   | Belgique    | Défenseur         | 20/05/1947        | 1970-1971  | 0 (0)             | 0    | 0      | 0      |
| Stefan Van Thienen    | Belgique    | ?                 | 21/02/1963        | 1985-1986  | 0 (0)             | 0    | 0      | 0      |
| Bart Vanaenrode       | Belgique    | ?                 | 11/08/1978        | 1998-1999  | 1 (0)             | 0    | 0      | 0      |
| Jimmy Vanardennen     | Belgique    | ?                 | 7/11/1980         | 1998-2001  | 20 (0)            | 1    | 4      | 0      |
| Johan Vanarwegen      | Belgique    | ?                 | 16/05/1958        | 1978-1982  | 86 (86)           | 12   | 1      | 0      |
| Kris Vanbussel        | Belgique    | ?                 | 12/08/1973        | 2000-2001  | 1 (0)             | 0    | 0      | 0      |
| Franco Vancluysen     | Belgique    | ?                 | 26/08/1968        | 1986-1987  | 0 (0)             | 0    | 0      | 0      |
| Yves Vandenberg       | Belgique    | ?                 | 27/07/1979        | 1999-2000  | 7 (0)             | 1    | 0      | 0      |
| Davy Vandepoel        | Belgique    | ?                 | 5/10/1977         | 2000-2002  | 57 (0)            | 18   | 5      | 0      |
| Erik Vanderhoydonck   | Belgique    | ?                 | 31/12/1958        | 1983-1984  | 1 (1)             | 0    | 0      | 0      |
| Joan Vandewaerde      | Belgique    | ?                 | 26/05/1974        | 2000-2001  | 12 (0)            | 0    | 0      | 0      |
| Paul Vanekan          | Belgique    | ?                 | 14/03/1965        | 1997-1998  | 13 (0)            | 1    | 2      | 1      |
| Joris Vanhees         | Belgique    | ?                 | 26/06/1980        | 1997-2000  | 8 (0)             | 0    | 0      | 0      |
| Johan Vanhoof         | Belgique    | ?                 | 4/04/1968         | 1990-1991  | 11 (0)            | 0    | 1      | 0      |
| Kurt Vanhoudt         | Belgique    | ?                 | 13/07/1966        | 1983-1984  | 0 (0)             | 0    | 0      | 0      |
| Mathieu Vanhove       | Belgique    | ?                 | 17/05/1951        | 1971-1975  | 6 (6)             | 0    | 0      | 0      |
| Gilbert Vanoirbeek    | Belgique    | ?                 | 23/05/1947        | 1970-1977  | 6 (6)             | 0    | 0      | 0      |
| Benny Vanreyt         | Belgique    | Gardien de but    | 3/04/1965         | 1990-1993  | 71 (0)            | 0    | 1      | 1      |
| Franciscus Vanroy     | Belgique    | ?                 | ?                 | 1958-1960  | 0 (0)             | 0    | 0      | 0      |
| Wally Vanwayenberg    | Belgique    | ?                 | 20/10/1978        | 1998-2000  | 2 (0)             | 0    | 0      | 0      |
| Gerry Vanzeir         | Belgique    | ?                 | 24/08/1972        | 1991-1992  | 1 (0)             | 0    | 0      | 0      |
| Ronny Verberne        | Belgique    | ?                 | 9/11/1967         | 1998-1999  | 2 (0)             | 0    | 0      | 0      |
| Joannes Verboven      | Belgique    | ?                 | ?                 | 1950-1957  | 0 (0)             | 0    | 0      | 0      |
| Marcel Verboven       | Belgique    | ?                 | ?                 | 1955-1966  | 0 (0)             | 0    | 0      | 0      |
| Johan Vercruysse      | Belgique    | ?                 | 3/08/1957         | 1974-1976  | 0 (0)             | 0    | 0      | 0      |
| Roger Verheyen        | Belgique    | ?                 | 22/07/1963        | 1983-1991  | 20 (0)            | 1    | 4      | 0      |
| Louis Verhoogen       | Belgique    | ?                 | ?                 | 1950-1951  | 0 (0)             | 0    | 0      | 0      |
| Yves Verjans          | Belgique    | ?                 | 5/07/1975         | 1998-1999  | 5 (0)             | 0    | 0      | 0      |
| Toon Verkerk          | Pays-Bas    | Gardien de but    | ?                 | 1978-1979  | 34 (34)           | 0    | 0      | 0      |
| Henri Verkoyen        | Belgique    | ?                 | 18/12/1923        | 1950-1951  | 0 (0)             | 0    | 0      | 0      |
| Alex Verniers         | Belgique    | ?                 | 29/10/1957        | 1975-1984  | 148 (148)         | 39   | 2      | 0      |
| Franciscus Verresen   | Belgique    | ?                 | 18/11/1951        | 1969-1971  | 0 (0)             | 0    | 0      | 0      |
| Erwin Verstraelen     | Belgique    | ?                 | 28/06/1969        | 1989-1990  | 0 (0)             | 0    | 0      | 0      |
| Louis Verstrepen      | Belgique    | ?                 | ?                 | 1970-1971  | 0 (0)             | 0    | 0      | 0      |
| Oronzo Vescera        | Belgique    | ?                 | 6/03/1979         | 1996-1998  | 7 (0)             | 0    | 0      | 0      |
| Danny Vesters         | Belgique    | ?                 | 30/04/1961        | 1978-1979  | 0 (0)             | 0    | 0      | 0      |
| Mario Vitali          | Belgique    | ?                 | 4/10/1962         | 1989-1990  | 0 (0)             | 0    | 0      | 0      |
| Walter Vitali         | Belgique    | ?                 | 7/11/1961         | 1988-1990  | 0 (0)             | 0    | 0      | 0      |
| Jean Vleugels         | Belgique    | ?                 | ?                 | 1950-1953  | 0 (0)             | 0    | 0      | 0      |
| Victor Vleugels       | Belgique    | ?                 | ?                 | 1956-1966  | 0 (0)             | 0    | 0      | 0      |
| Eddy Volders          | Belgique    | ?                 | 1/08/1970         | 1994-1995  | 5 (0)             | 0    | 0      | 0      |
| Louis Voordeckers     | Belgique    | ?                 | ?                 | 1952-1963  | 0 (0)             | 0    | 0      | 0      |
| Niels Vranken         | Belgique    | ?                 | 10/07/1982        | 2001-2002  | 9 (0)             | 0    | 1      | 0      |

## W
| Joueur           | Nationalité | Position       | Date de naissance | Période(s) | Matches (dont D1) | Buts | Jaunes | Rouges |
| ---------------- | ----------- | -------------- | ----------------- | ---------- | ----------------- | ---- | ------ | ------ |
| Steven Walthery  | Belgique    | ?              | 18/08/1977        | 1994-1995  | 2 (0)             | 0    | 0      | 0      |
| Peter Wijnants   | Belgique    | ?              | 23/10/1965        | 1984-1995  | 153 (0)           | 13   | 20     | 0      |
| Davy Willems     | Belgique    | ?              | 8/04/1978         | 1997-2002  | 116 (0)           | 8    | 9      | 0      |
| Koen Wins        | Belgique    | Gardien de but | 26/03/1978        | 2000-2001  | 18 (0)            | 0    | 0      | 0      |
| Pascal Wirix     | Belgique    | ?              | 20/05/1967        | 1990-1993  | 59 (0)            | 0    | 5      | 1      |
| Mario Witvrouwen | Belgique    | ?              | 16/01/1974        | 2001-2002  | 27 (0)            | 2    | 6      | 0      |

## Y
| Joueur        | Nationalité | Position | Date de naissance | Période(s) | Matches (dont D1) | Buts | Jaunes | Rouges |
| ------------- | ----------- | -------- | ----------------- | ---------- | ----------------- | ---- | ------ | ------ |
| Rufet Yavuz   | Belgique    | ?        | 31/12/1975        | 2001-2002  | 18 (0)            | 1    | 2      | 0      |
| Recep Yildrim | Belgique    | ?        | 26/01/1982        | 2000-2002  | 19 (0)            | 1    | 0      | 0      |

## Z
| Joueur            | Nationalité | Position  | Date de naissance | Période(s) | Matches (dont D1) | Buts | Jaunes | Rouges |
| ----------------- | ----------- | --------- | ----------------- | ---------- | ----------------- | ---- | ------ | ------ |
| Roko Žepina       | Yougoslavie | ?         | 16/08/1942        | 1972-1976  | 36 (36)           | 5    | 0      | 0      |
| Zenon Ziembicki   | Belgique    | ?         | 21/10/1946        | 1970-1980  | 50 (50)           | 0    | 0      | 0      |
| Zygmunt Ziembicki | Belgique    | ?         | 31/01/1949        | 1970-1979  | 46 (46)           | 0    | 0      | 0      |
| Ludwig Zorgvliet  | Pays-Bas    | Attaquant | 2/06/1938         | 1964-1965  | 0 (0)             | 0    | 0      | 0      |

### Sources
- (nl) « Liste des joueurs du club », sur Belgian Soccer Database